# Álvaro Fernández-Villaverde y Silva
 (juin 2024).
Si vous disposez d'ouvrages ou d'articles de référence ou si vous connaissez des sites web de qualité traitant du thème abordé ici, merci de compléter l'article en donnant les références utiles à sa vérifiabilité et en les liant à la section « Notes et références ».
Álvaro Fernández-Villaverde y Silva, né le 3 novembre 1943, est un grand d'Espagne.

## Famille
Il est le fils de José Fernández-Villaverde y Roca de Togores (1902-1988) marquis de Pozo Rubio et ambassadeur d’Espagne et de Casilda de Silva y Fernández de Henestrosa (1914-2008), duchesse de San Carlos.

## Biographie
En 1961, il devient le 17e marquis de Viso.
En 1989, après la mort de son père, il devient le 6e duc de San Carlos et le 5e marquis de Pozo Rubio.
En 2009, après la mort de sa mère, il devient  le 5e duc de Santo Mauro, le 15e marquis de Santa Cruz et le marquis de Villasor.
En 2010, il devient comte de Castillejo.
Il est chevalier de l’ordre militaire de Santiago, Maestrante de la Real Maestranza de Caballería de Seville et Croix de l’Ordre d’Isabelle la Catholique.
Il fut président de la Députation permanente et Conseil de la grandesse d'Espagne et des titres du royaume de 1992 à 1997.

## Famille
Il épouse  Estrella Bernaldo de Quirós y Tacón avec laquelle il aura un enfant, Álvaro Fernández-Villaverde y Bernaldo de Quirós.